# Sociální zemědělství
Sociální zemědělství popisuje „inovativní přístup sdružující dva koncepty: multifunkční zemědělství a sociální služby / zdravotní péči na místní úrovni“. Jedná se o souhrn činností využívající zemědělské zdroje za účelem vytváření integračního zaměstnávání, sociálních služeb a vzdělávacích aktivit ve venkovských nebo příměstských oblastech.

## Green care
Sociální zemědělství zastřešuje souhrnný pojem green care, který označuje vše co se dotýká přírody a jejího terapeutického vlivu na člověka, má předem určený plán a vymezené cíle. Vychází z toho, že interakce mezi člověkem a přírodou přináší člověku útěchu a má pozitivní dopady na jeho celkové blaho. Green care je aktivní složkou péče o jedince, jejím cílem je zlepšit jeho zdravotní a psychický stav, nebo alespoň udržet stávající stav jedince. (Mezi další „zelené“ terapeutické činnosti řadíme sociální a terapeutické zahrady, animoterapie, zoorehabilitace, ekoterapie, cvičení v přírodním prostředí jako součást léčebné procedury atd.)

## Vymezení konceptu sociálního zemědělství
Sociální zemědělství, jako nejkomplexnější složka green care, představuje možnosti integrace do společnosti prostřednictvím zaměstnávání, služeb rehabilitační a terapeutické péče (sociální služby), volnočasových a vzdělávacích aktivit v prostředí zemědělských farem a dalších organizací účelně působících při vytváření zdravých komunit ve venkovském a příměstském prostředí. Koncept sociálního zemědělství rozvíjí a inovuje zemědělskou produkční oblast o její další složky a zároveň podporuje ostatní subjekty působící ve venkovských oblastech v diverzifikaci jejich činností. Představuje také příležitosti pro osoby se speciálními potřebami i širokou veřejnost zapojit se a aktivizovat ve společnosti a lokální komunitě a posílit tak vlastní možnosti a hodnotu sebe sama, a to na úrovni pracovního uplatnění, užívání služeb sociální a rehabilitační péče i vzdělávacích a seberozvíjejících aktivit.

## Teoretická východiska sociálního zemědělství
Sociální zemědělství je v České republice realizováno již několik let na vybraných zemědělských farmách a některými nevládními organizacemi, které také stojí v počátcích rozvoje tohoto konceptu v Česku. V současnosti se ze svého pionýrského období posouvá díky finančním i nefinančním podporám zemědělského sektoru i osvěty u veřejnosti do další fáze rozvoje, protože je tato praxe rozpoznána jako přínosná a s velkým potenciálem pro společnost i venkovský prostor.
Multifunkční zemědělství
Představuje pohled na zemědělství, které akcentuje jako důležité i jiné složky než produkci dostatečného množství potravin pro obyvatelstvo. Např. ochranu a údržbu přírodních zdrojů (environmentální funkce), udržování kulturního rázu krajiny (krajinotvorná funkce), rozvoj rekreačního potenciálu prostředí (rekreativní a turistická funkce), udržování a rozvoj lokálních tradic (kulturní funkce), udržování venkovské sídelní struktury (sídlotvorná funkce), produkce biomasy (energetická funkce) a v neposlední řadě možnosti pro sociální inkluzi, což představuje sociální funkci zemědělství.
Sociální integrace
Sociální zemědělství vnímá sociální integraci jako snahu o zmírňování či odbourávání sociální nerovnosti, která se objevuje ve spotřebě a životním stylu, ve statusové nerovnosti, nerovnosti ve schopnostech, vzdělání, nerovnosti na trhu práce, nerovnosti na politické participaci a v nerovnosti životních podmínek. Cílem sociálního zemědělství je začlenění marginalizovaného jedince nebo skupiny do společnosti a zároveň přijetí tohoto člověka (skupiny) společností. Jedinec je veden k tomu, aby v prostředí zemědělské farmy vykonával smysluplné aktivity a práci, které vedou k jeho zplnomocnění, k větší nezávislosti, k odpovědnosti a k lepšímu sociálnímu statusu.
Komunitou vedený místní rozvoj
Sociální zemědělství se stává důležitým partnerem v koncepci komunitou vedeného místního rozvoje, která používá znalostí místního prostředí a potenciálu dané lokality a realizuje akce, které mohou nejlépe reagovat na konkrétní místní problémy. Sociální zemědělec jako důležitý aktér místní komunity se zapojuje do oblasti komunitní péče, ve které má své místo rodina zaměstnance a další instituce, na které jsou zaměstnanci sociální farmy navázáni. Může se jednat o některá zařízení sociálních služeb, zařízení pro výkon trestu odnětí svobody, institucionální zařízení náhradní výchovné péče atp.
Sociální ekonomika
Sociální zemědělství představuje nástroj sociální ekonomiky, jejímž cílem je aktivně reagovat na konkrétní problémy i potřeby občanů v daném místě, například sociální exkluzi a nezaměstnanost. Zároveň musí splňovat některé podmínky, jako jsou veřejně prospěšný cíl formulovaný v zakládacích dokumentech, provozování aktivity prospívající společnosti či specifické skupině lidí, demokratický princip v oblasti řízení organizace, zisk používaný přednostně k rozvoji podniku, vykonávání soustavné ekonomické aktivity, nezávislost v rozhodování a řízení na externích zakladatelích nebo zřizovatelích, environmentální prospěch a využívání přednostně místních zdrojů.